# Lydia Pérez
Lydia Pérez Touriño (ur. 17 października 1997) – hiszpańska zapaśniczka walcząca w stylu wolnym. Zajęła szesnaste miejsce na mistrzostwach świata w 2019 roku. 
Jedenasta na mistrzostwach Europy w 2023. Trzynasta w indywidualnym Pucharze Świata w 2020. Dziesiąta na igrzyskach europejskich w 2019. Brązowa medalistka igrzysk śródziemnomorskich w 2022; czwarta w 2018. Złota medalistka mistrzostw śródziemnomorskich w 2016 i brązowa w 2015. Mistrzyni śródziemnomorska U-23 w 2019 roku.